# Lista de prêmios e indicações recebidos por Roy Kim
O cantor e compositor sul-coreano Roy Kim recebeu 10 prêmios de 13 indicações desde sua coroação como o vencedor do Superstar K4 em 2012. Ele também ganhou um total de cinco prêmios de programas de música, com quatro músicas diferentes. Kim é o destinatário de um Gaon Chart K-Pop Award, dois Golden Disk Awards, um Mnet Asian Music Award, e um HITO Music Award de Favorite Foreign Artist.

## Prêmios e indicações

### [Eletric Chair Awards]
| Ano  | Categoria           | Destinatário                  | Resultado |
| ---- | ------------------- | ----------------------------- | --------- |
| 2019 | Asshole of the year | Roy Kim (com Jung Joon-young) | Venceu    |

### APAN Star Awards
| Ano  | Categoria                | Destinatário                     | Resultado |
| ---- | ------------------------ | -------------------------------- | --------- |
| 2015 | Best Original Soundtrack | "Pinocchio" (da série Pinocchio) | Venceu    |

### Gaon Chart K-Pop Awards
| Ano  | Categoria                  | Destinatário                  | Resultado |
| ---- | -------------------------- | ----------------------------- | --------- |
| 2014 | Popular Singer of the Year | Roy Kim (com Jung Joon-young) | Venceu    |

### Golden Disk Awards
| Ano  | Categoria                           | Destinatário | Resultado |
| ---- | ----------------------------------- | ------------ | --------- |
| 2014 | Rookie Artist Award (no Disk Album) | Roy Kim      | Venceu    |
| 2014 | Popularity Award                    | Roy Kim      | Venceu    |
| 2019 | Digital Daesang                     | "Only Then"  | Pendente  |
| 2019 | Digital Bonsang                     | "Only Then"  | Venceu    |

### Korea Best Dresser Swan Awards
| Ano  | Categoria         | Destinatário | Resultado |
| ---- | ----------------- | ------------ | --------- |
| 2014 | Rising Star Award | Roy Kim      | Venceu    |

### Korea Drama Awards
| Ano  | Categoria                | Destinatário                     | Resultado |
| ---- | ------------------------ | -------------------------------- | --------- |
| 2018 | Best Original Soundtrack | "No Longer Mine" (Familiar Wife) | Indicado  |

### Korean Popular Music Awards
| Ano  | Categoria         | Destinatário | Resultado |
| ---- | ----------------- | ------------ | --------- |
| 2018 | Bonsang Award     | Roy Kim      | Venceu    |
| 2018 | Popularity Award  | Roy Kim      | Indicado  |
| 2018 | Best Artist Award | Roy Kim      | Indicado  |
| 2018 | Best Digital Song | "Only Then"  | Indicado  |
| 2018 | Best Ballad       | "Only Then"  | Indicado  |

### MBC Plus X Genie Music Awards
| Ano  | Categoria                    | Destinatário | Resultado |
| ---- | ---------------------------- | ------------ | --------- |
| 2018 | Artist of the Year           | Roy Kim      | Indicado  |
| 2018 | Song of the Year             | "Only Then"  | Indicado  |
| 2018 | Male Artist Award            | Roy Kim      | Indicado  |
| 2018 | Vocal Track (Masculino)      | "Only Then"  | Indicado  |
| 2018 | Genie Music Popularity Award | Roy Kim      | Indicado  |

### Melon Music Awards
| Ano  | Categoria        | Destinatário | Resultado |
| ---- | ---------------- | ------------ | --------- |
| 2018 | Best Ballad      | "Only then"  | Venceu    |
| 2018 | Song of the Year | "Only then"  | Indicado  |

### Mnet 20's Choice Awards
| Ano  | Categoria                     | Destinatário                  | Resultado |
| ---- | ----------------------------- | ----------------------------- | --------- |
| 2013 | 20's Booming Star – Masculino | Roy Kim                       | Venceu    |
| 2013 | 20's Hot Cover Music          | Roy Kim (com Jung Joon-young) | Venceu    |

### Mnet Asian Music Awards
| Ano  | Categoria                          | Destinatário                         | Resultado |
| ---- | ---------------------------------- | ------------------------------------ | --------- |
| 2013 | Best New Male Artist               | Roy Kim                              | Venceu    |
| 2014 | Best Male Artist                   | Roy Kim                              | Indicado  |
| 2014 | Best Vocal Performance - Masculino | "Home"                               | Indicado  |
| 2018 | Best Male Artist                   | Roy Kim                              | Venceu    |
| 2018 | Best Vocal Performance - Masculino | "Only Then"                          | Indicado  |
| 2018 | Best OST                           | "No Longer Mine (Familiar Wife OST)" | Indicado  |

### Paeksang Arts Awards
| Ano  | Categoria                | Destinatário                        | Resultado |
| ---- | ------------------------ | ----------------------------------- | --------- |
| 2014 | Best Original Soundtrack | "Seoul, Here" (da série Reply 1994) | Indicado  |

### Seoul Music Awards
O Seoul Music Awards é uma premiação fundada em 1990 que é apresentada anualmente pela Sports Seoul para realizações notáveis na indústria da música na Coreia do Sul.
| Ano  | Categoria            | Destinatário | Resultado |
| ---- | -------------------- | ------------ | --------- |
| 2019 | Bonsang Award        | Roy Kim      | Pendente  |
| 2019 | Popularity Award     | Roy Kim      | Pendente  |
| 2019 | Hallyu Special Award | Roy Kim      | Pendente  |

## Prêmios internacionais

### HITO Music Awards
| Ano  | Categoria               | Destinatário | Resultado |
| ---- | ----------------------- | ------------ | --------- |
| 2015 | Favorite Foreign Artist | Roy Kim      | Venceu    |

## Outros prêmios
| Ano  | Prêmio                        | Categoria                              | Destinatário | Resultado |
| ---- | ----------------------------- | -------------------------------------- | ------------ | --------- |
| 2012 | Superstar K4                  | Primeiro lugar de 2.083.447 candidatos | Roy Kim      | Venceu    |
| 2018 | 2019 Korea First Brand Awards | Best Male Solo Artist                  | Roy Kim      | Venceu    |

## Prêmios em programas de música

### M Countdown
| Ano  | Data          | Canção |
| ---- | ------------- | ------ |
| 2014 | 16 de Outubro | "Home" |

### Show! Music Core
| Ano  | Data          | Canção           |
| ---- | ------------- | ---------------- |
| 2013 | 11 de Maio    | "Bom Bom Bom"    |
| 2013 | 6 de Julho    | "Love Love Love" |
| 2014 | 18 de Outubro | "Home"           |

### Mnet Music Triangle
| Ano  | Data          | Canção                                      |
| ---- | ------------- | ------------------------------------------- |
| 2012 | 24 de Outubro | "Becoming Dust" (dueto com Jung Joon-young) |